# Museo de Palenzuela
Museo de Palenzuela es un equipamiento museístico situado en Palenzuela. 

## Datos útiles
- Situación: La Torre del Reloj - Palenzuela
- Horarios de visita: Por determinar.

La localidad presenta, por sus características de tranquilidad y ruralidad, muy buenas condiciones para establecimientos de turismo rural y restauración.
- Datos: Q6034105